# Полигамия в Афганистане
Республика Афганистан, являющаяся Исламской Республикой согласно законам шариата, допускает многожёнство. Афганские мужчины могут иметь до четырёх жён. При этом муж должен одинаково относиться ко всем своим жёнам. Хотя в Коране сказано, что мужу позволено иметь максимум четырёх жён, существует необозначенное число женщин, которым дозволено быть его «наложницами». Эти женщины считаются незащищёнными и нуждаются в мужчине как опекуне.

## Культурные причины
Распространённой причиной для мужчины взять другую жену было женское бесплодие. Из-за накладываемой на развод в афганском обществе стигмы полигамные отношения приняты, чтобы справиться с противоречиями между мужем и женой. Другие отчёты свидетельствуют о том, что большинство афганских женщин предпочли бы быть третьей или четвёртой женой мужа, чем оставаться одинокой, даже если её муж злоупотребляет или несправедливо к ней относится. Состоятельные мужчины чаще женятся на нескольких жёнах. Практика полигамных браков позволяет мужчинам получать больше земельных паёв, имущества, богатства, детей. Многожёнство считается экономически выгодным и может увеличить общественное влияние мужчины. На севере Афганистана женщины, которые умеют ткать ковры, считаются ресурсом, способствующим доходу семьи. В Афганистане пожилые мужчины обычно женятся на молодых девушках в полигамных браках. В случае смерти овдовевшие женщины вынуждены снова выходить замуж. Мужчины обязаны взять в жёны вдову члена семьи. Вдова, которая отказывается выйти замуж вторично за свёкра, сталкивается с возможностью утратить опеку над детьми.

## Гендерные роли

### Мужчины
Несмотря на то, что полигамия разрешена, она одобряется не всеми афганскими мужчинами. Некоторые мужчины, которые могут позволить себе содержать нескольких жён, предпочитают моногамные отношения, потому что в афганских гаремах обеспокоены домашними проблемами. Наиболее распространённой причиной неодобрения полигамии считаются споры между женщинами, состоящими в браке с одним мужчиной.
Большое количество афганских мужчин не могут позволить себе выкупить жену (за счёт предоставления денег на приданое и свадьбу). Большинство пастушьего населения берут только одну жену. Когда в 2010 году некоммерческий Международный совет по безопасности и развитию опросил более 420 афганских мужчин, 82 процента предположили, что лучшим способом отбить молодых мужчин от присоединения к Талибану было бы предоставить им деньги на приданое и свадьбу. Женщин не хватает, чтобы у всех желающих было несколько жён, и в то же время чтобы каждый мужчина имел одну жену.

### Женщины
Если женщина выходит замуж за женатого мужчину, согласие не нужно. Некоторые факторы, заставляющие женщин проявлять согласие, это отсутствие прав в семье, экономические проблемы, смерть предыдущего мужчины Женщины, живущие в одиночестве, противоречат социальным нормам в Афганистане, что делает их зависимыми от родителей и родственников. Незамужних женщин рассматривают как бремя, поэтому они вынуждены выйти замуж Много женщин дают согласие на брак, не зная семейного положения мужчины. Гражданское законодательство Афганистана утверждает, что мужья обязаны сообщать друг о друге всем своим жёнам и будущим невестам. Это условие гражданского законодательства во многих случаях не практикуется. 34% мужей не рассказали своим вторым жёнам о своём семейном положении. Гражданское законодательство Афганистана также говорит, что первая жена имеет право одобрить второй брак своего мужа. Закон даёт жене право расстаться со своим мужем, если он не получит её согласия. Много женщин решают не использовать это право, поскольку рискуют потерять опеку над детьми, финансовую поддержку и семейный статус.

## Многожёнство и политика
В XVIII и XIX веках полигамные союзы для политики были обычной практикой. Лидеры дурранских пуштунов брали более четырёх жён, чтобы получить более привилегированные должности. Большое число королевских потомков вызвало путаницу в иерархическом порядке, что привело к вражде в семье. Историки приписывают полигамическую междинастическую конкуренцию, повлёкшую политическую нестабильность, социальное и экономическое развитие и национальное единство.

## Современные установки
До 1928 года многие мужчины злоупотребляли понятием «конкубинат», что позволяло им иметь более четырёх жён. Король Аманулла (1919-1928) создал строгие законы, ограничивающие полигамию лишь четырьмя законными жёнами. Аманулла считал, что моногамия более соответствует исламу, и пропагандировал права женщин. Наряду с ограничением полигамии, Аманулла также призывал женщин открывать лицо на публике.
Многожёнство в Афганистане не было запрещено законом и поныне практикуется. Ограничения регулируются Гражданским кодексом 1977 года, который требует от мужей, ищущих новых жён, доказывать, что они не боятся несправедливости по отношению к нынешним женам, имеют средства для обеспечения своих жён предметами первой необходимости, и что для новых жён должна быть законная причина. Гражданский кодекс 1977 года давал женщинам право расстаться со своим мужем, если он нарушает какое-либо из условий, необходимое для принятия новой жены.
В июне 2000 года женская конференция в Кабуле попыталась призвать, что принудительный брак следует считать уголовным преступлением и что женщинам, принуждаемым к браку, следует предоставить статус жертвы.
В 2009 году президент Хамид Карзай издал указ, известный как Закон о ликвидации насилия против женщин. Декрет, который запрещал бы многожёнство, так и не был ратифицирован Национальной ассамблеей Афганистана.